# 連坦
都市計画における連坦（れんたん）とは、区画をまたいで建築物ないし街区が繋がっていることを指す。
三大都市圏を中心に都道府県や市区町村の境界を跨いで市街地が連なっている例は多いが、それ以外の地域においても福岡県大牟田市と熊本県荒尾市など、県境を越えて市街地が連なる地域がある。
また、建築基準法における連担建築物設計制度とは、複数の敷地からなる区域がひとまとまりになっていると見なせるときには、敷地内の建築物に対して、敷地全体が同一の敷地であるとみなして容積率制限・日影規制等の建築制限を適用する制度である。